# Kuntinaru
A Kuntinaru az emlősök (Mammalia) osztályának a páncélos vendégízületesek (Cingulata) rendjéhez, ezen belül az övesállatok (Dasypodidae) családjához tartozó kihalt nem.
Eddig csak egy fajt fedeztek fel ebből a nemből, a Kuntinaru boliviensis-t.

## Tudnivalók
A Kuntinaru Bolívia területén élt, a késő oligocén korszakban. A fajt a holotípusnak, MNHN-SAL 1024 és a paratípusnak, MNHN-SAL 3 köszönhetően ismerünk. Mindkét maradvány koponyájának elülső része hiányzik. A maradványokat La Paz megye Salla városa mellett fedezték fel. Az állatot először 2011-ben írták le a következő tudósok: Guillaume Billet, Lionel Hautier, Christian de Muizon és Xavier Valentin.

## Fordítás
- Ez a szócikk részben vagy egészben  a   Kuntinaru című angol Wikipédia-szócikk fordításán alapul.  Az eredeti cikk szerkesztőit annak laptörténete sorolja fel. Ez a jelzés csupán a megfogalmazás eredetét és a szerzői jogokat jelzi, nem szolgál a cikkben szereplő információk forrásmegjelöléseként.